# Hesham Qandil
Hesham Qandil, född 17 september 1962 i Beni Suef-guvernementet, är en egyptisk politiker som var Egyptens premiärminister från den 26 juli 2012 fram till den 3 juli 2013 då han avsattes. Han var Egyptens vattenminister från den 21 juli 2011 till den 26 juli 2012, först under premiärminister Essam Sharaf och senare under Kamal Ganzouri följande den Egyptiska revolutionen 2011, vilken avsatte Hosni Mubarak efter 30 år vid makten.
Han svors in som premiärminister den 26 juli 2012 och avsattes av landets militär den 3 juli 2013. 

## Egyptens premiärminister
Qandil utsågs till Ganzouris efterträdare av president Muhammad Mursi. Han svors in den 26 juli 2012 och hans regering tillträdde den 2 augusti 2012.
Protester mot sittande presidenten Mohamed Morsi eskalerade under våren 2013 och ledde till att militären ingrepp den 3 juli 2013 då man avsatte Mohamed Morsi, och i samband med detta avsattes även Qandil.